# Ratare
Ratare (en serbe cyrillique : Ратаре) est un village de Serbie situé dans la municipalité de Paraćin, district de Pomoravlje. Au recensement de 2011, il comptait 541 habitants.

## Démographie
| 1948 | 1953 | 1961 | 1971 | 1981 | 1991 | 2002 | 2011 |
| ---- | ---- | ---- | ---- | ---- | ---- | ---- | ---- |
| 757  | 796  | 798  | 751  | 719  | 667  | 610  | 541  |

|  |